# Tadaoka (Osaka)
Tadaoka (忠岡町 Tadaoka-chō?) es un pueblo localizado en la prefectura de Osaka, Japón. En agosto de 2019 tenía una población estimada de 16.843 habitantes y una densidad de población de 4.243 personas por km². Su área total es de 3,97 km².

## Geografía

### Localidades circundantes
- Prefectura de Osaka
  - Izumi
  - Izumiōtsu
  - Kishiwada

## Demografía
Según datos del censo japonés, la población de Tadaoka se ha mantenido estable en los últimos años.
| Año del censo | Población |
| ------------- | --------- |
| 1995          | 17.098    |
| 2000          | 17.509    |
| 2005          | 17.586    |
| 2010          | 18.149    |
| 2015          | 17.298    |